# باغ آرام
باغ آرام (اردو: اراما باغ) قدیمی‌ترین مغول باغ در هند است، باغ در ابتدا توسط مغول امپراتور بابر در ۱۵۲۸ ساخته شد، باغ در حدود پنج کیلومتری شمال شرقی تاج محل در آگرا، هند واقع است. بابر قبل از دفن در کابل به صورت موقت در این باغ دفن شده بود.
.

## نقل قول
1. ↑  Koch, p.37-41

## برای مطالعهٔ بیشتر
- Petruccioli, Attilio (ed.); Koch, Ebba (1997). "The Mughal Waterfront Garden. In Gardens in the Time of the Great Muslim Empires: Theory and Design". E. J. Brill. Archived from the original on 9 September 2020. Retrieved 2007-02-13. {{cite web}}: |last= has generic name (help)CS1 maint: Extra text: authors list (link)